# Honfleur

Honfleur este o comună în departamentul Calvados, Franța. În 1 ianuarie 2022 avea o populație de 6.751 de locuitori.

## Personalități născute aici
- Alphonse Allais⁠(d) (1854 - 1905), scriitor și umorist.
- Eugène Boudin (1824 - 1898), pictor.
- Erik Satie (1866 - 1925), compozitor.